# Maria Obrębska-Stieber
Maria Obrębska-Stieber, także Maria Obrębska (ur. 14 lutego 1904 w Peczerze, zm. 9 października 1995 w Łodzi) – polska graficzka, malarka i pedagog. Uczestniczka Olimpijskiego Konkursu Sztuki i Literatury w 1932 roku.

## Życiorys
Urodziła się na Podolu, w rodzinie Antoniego i Marii z Hołajskich. Miała starszą siostrę Antoninę Obrębską-Jabłońską . Od 1911 roku mieszkała w Warszawie, gdzie w 1922 roku ukończyła ośmioletnie gimnazjum Jadwigi Kowalczykówny i Jadwigi Jawurkówny. W latach 1923–1931 kształciła się w Szkole Sztuk Pięknych w Warszawie w pracowni graficznej Władysława Skoczylasa i malarskiej u Tadeusza Pruszkowskiego i Mieczysława Kotarbińskiego. Studiowała m.in. z braćmi Seidenbeutlerami.
Jej dzieła Alpinista i Kąpiel zostały zaprezentowane w ramach Olimpijskiego Konkursu Sztuki i Literatury podczas igrzysk olimpijskich w Los Angeles w 1932 roku. W 1934 roku odbyła się jej wystawa łączona z Anielą Cukier w oddziale Instytutu Propagandy Sztuki w Łodzi (przed 1939 rokiem wystawy indywidualne graficzek były rzadkością, choć ich prace licznie przedstawiano na wystawach zbiorowych; wyjątek stanowiły wystawy podwójne). W 1937 roku prace Obrębskiej zostały przedstawione na Wystawie Światowej w Paryżu, gdzie zostały uhonorowane dwoma srebrnymi i jednym brązowym medalem. Wzięła udział w konkursie na projekt wnętrz pawilonu polskiego na Wystawie Światowej w Nowym Jorku (1939), w którym uzyskała IV nagrodę.

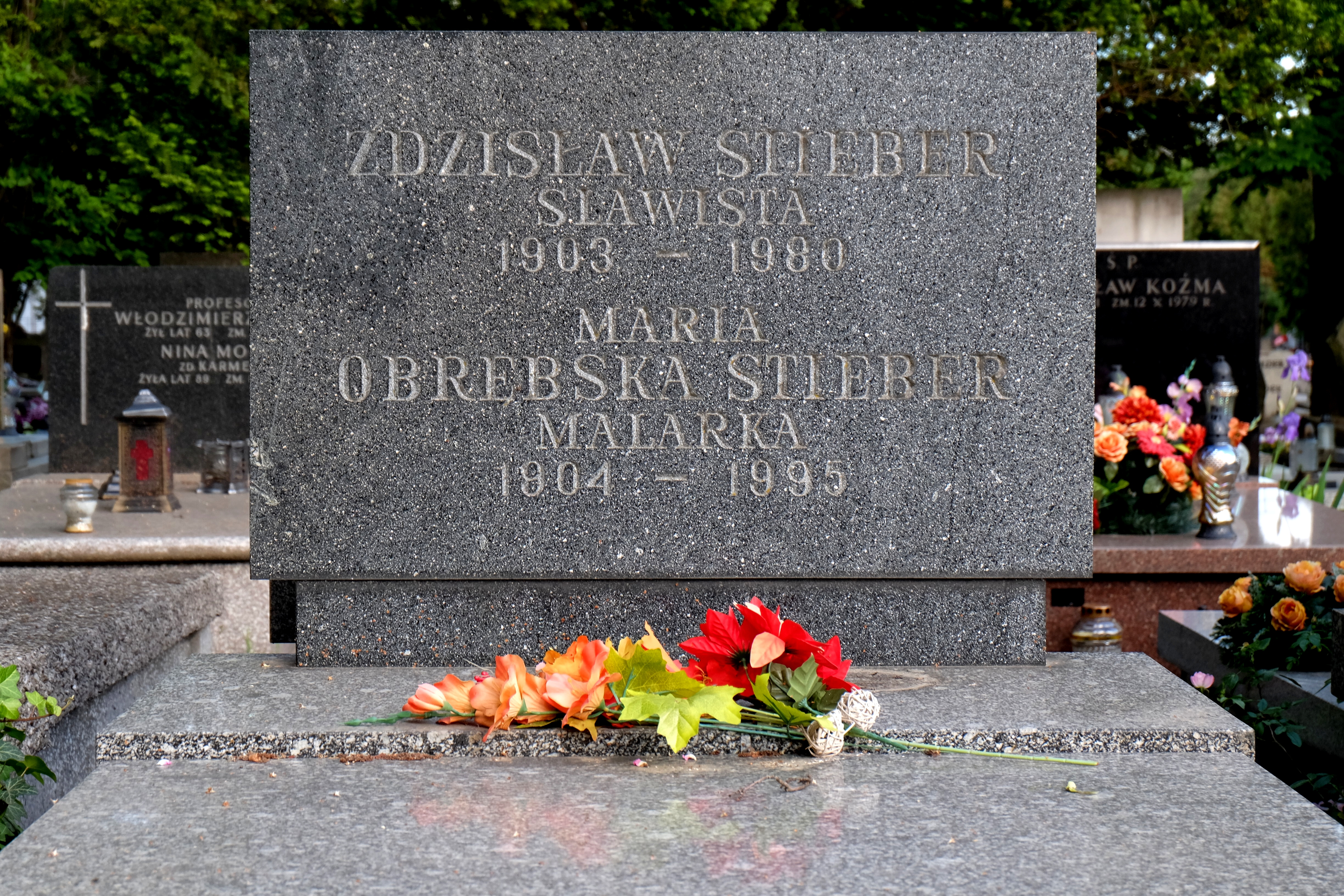
Grób Marii Obrębskiej-Stieber i jej męża Zdzisława Stiebera na cmentarzu Wojskowym na Powązkach w Warszawie

W drugiej połowie lat 30. wyszła za mąż za językoznawcę Zdzisława Stiebera .
Należała do Stowarzyszenia Polskich Artystów Grafików „Ryt”, była także członkinią m.in. Związku Zawodowego Polskich Artystów Plastyków. Jej artykuły ukazywały się w czasopiśmie „Arkady”. W latach 1938–1939 wykładała we lwowskim Instytucie Sztuk Plastycznych . W 1939 roku, po wybuchu II wojny światowej, gościła u siebie braci Seidenbeutlów, gdy uciekali przed frontem.
Po wojnie założyła i prowadziła Zakład Druku na Tkaninie na Wydziale Włókienniczym Wyższej Szkoły Sztuk Plastycznych. W 1957 roku została profesorem nadzwyczajnym . W jej pracowni studiowała m.in. Alicja Wyszogrodzka.
Prace Obrębskiej-Stieber znajdują się m.in. w Muzeum Narodowym w Warszawie.
Zmarła w Łodzi, pochowana na cmentarzu Wojskowym na Powązkach w Warszawie (kwatera B39-1-3).

## Wybrane wystawy
- 1932: Olimpijski Konkurs Sztuki i Literatury, Los Angeles[4]
- 1934: wystawa z Anielą Cukier, oddział Instytutu Propagandy Sztuki w Łodzi[6]
- 1937: Les Femmes Artistes d'Europe, Musee du Jeu du Paume, Paryż[16]
- 1939: wystawa współczesnych artystów lwowskich, Instytut Propagandy Sztuki, Warszawa[17]
- 1952: I Ogólnopolska wystawa architektury wnętrz i sztuki dekoracyjnej, Zachęta, Warszawa[18]
- 2015: Wielość w jedności. Litografia i techniki druku płaskiego w Polsce po 1900 roku, Muzeum Okręgowe im. Leona Wyczółkowskiego w Bydgoszczy[19]